# Raphaël Fejtö
Raphaël Fejtö, né le 17 septembre 1974 à Paris, est un auteur-illustrateur de livre pour enfants et auteur-réalisateur français.

## Biographie

### Famille
Côté paternel, il est le petit-fils du journaliste et écrivain François Fejtő (1909-2008), dont le père, de confession juive mais élevé par une mère adoptive chrétienne, se disait « libéral, franc-maçon et loyal citoyen de la monarchie austro-hongroise ».
Sa mère est la dessinatrice Nadja Fejto, née en Égypte en 1955. Du côté maternel, il est ainsi le petit-fils de la dessinatrice d'origine russe Olga Lecaye (1916-2004), ainsi que le neveu de Grégoire Solotareff, auteur et dessinateur, et d'Alexis Lecaye, scénariste et romancier.

### Carrière
À l’âge de douze ans, il écrit son premier livre racontant sa vie en classe de sixième, illustré par Nadja, « vous jurez de dire la vérité, toute la vérité, rien que la vérité sur votre classe de sixième? » aux éditions Gallimard, collection Folio Cadet. Il récidive l’année suivante avec « mes Meufs de Cinquième ». Son déclic de l’écriture lui vient lorsqu’il découvre la liberté de ton de Charles Bukowski qui restera son fidèle mentor.
Il est repéré quelque temps plus tard pour jouer un des deux rôles principaux du film Au revoir les enfants (1987) de Louis Malle.  
Ne souhaitant pas continuer une carrière d’acteur, car il est plus à l’aise « aux commandes d’un projet », il se met à écrire son premier roman « c’est la Life ».
En 1996, il sort son premier moyen métrage comme réalisateur, 56 fois par semaine, avec Romain Duris dans le rôle principal.
Il réalise ensuite des longs-métrages : Osmose (2003) et L'Âge d'homme... maintenant ou jamais ! (2007), dans lesquels Romain Duris joue également. Dans ces deux films, Fejtö collabore également avec Clément Sibony et Rachid Djaidani. 
En 2014, il publie son deuxième roman, La Vie à deux, ou presque, aux éditions de La Martinière.
En 2019, il sort sa première bande dessinée adulte aux éditions Cambourakis : Père et Fils, inaugurant une série dont le tome 2 sort la même année.
D'autre part, Raphaël Fejtö est auteur-illustrateur de livres pour enfants dont plus d’une cinquantaine de titres est publiée à L'École des loisirs, ainsi qu’au Seuil Jeunesse, et à Playbac éditions.

## Filmographie

### Comme acteur
- 1987 : Au revoir les enfants de Louis Malle  : Jean Bonnet
- 1996 : 56 fois par semaine (moyen métrage) de lui-même

### Comme réalisateur
- 1996 : 56 fois par semaine (moyen métrage)
- 2003 : Osmose
- 2007 : L'Âge d'homme... maintenant ou jamais !

### Comme scénariste
- 1996 : 56 fois par semaine (moyen métrage)
- 2003 : Osmose
- 2007 : L'Âge d'homme... maintenant ou jamais !

### Comme producteur
- 1996 : 56 fois par semaine (moyen métrage)

## Publications

### Livres pour enfants
Chez Playbac, créateur de la collection Les P'tites Inventions
- La Pizza[Quand ?]
- Le Stylo[Quand ?]
- La Chasse d'eau[Quand ?]
- La Fourchette[Quand ?]
- Les Frites[Quand ?]
- Les Lunettes[Quand ?]

Au Seuil Jeunesse
- Gros Minus[Quand ?]
- Ma vie en couleurs[Quand ?]
- Vilain Monstre! (2017)
- le Roi est Fou[Quand ?]

À l'École des loisirs
- Dico Mytho (2023)
- Dico Châteaux (2022)
- Superbetty (2022)
- Dico Animaux (2021)
- Dico Dino (2020)
- Qui est le plus mignon? (2019)
- À quoi on joue, papa? (2018)
- Les Pacpacs[Quand ?]
- Les Dingosaures[Quand ?]
- Le Petit Chaperon quoi ? (2016)
- Les Trois Petits quoi?[Quand ?]
- Crac boum aïe, (2015)
- Pif paf plouf[Quand ?]
- Attention bisous![Quand ?]
- Attention Noël ![Quand ?]
- La Caravane de papa (2014)
- Qui est sur ma tête ? (2012)
- À quoi tu sers ? (2012)
- Animôme (2006
- Mon crayon magique[Quand ?]
- Monsieur Livre[Quand ?]
- Prince Igor[Quand ?]
- Gina et le Lion[Quand ?]
- Le Vélo de Jo (2002)
- Petit Georges (2003)
- Mes meufs de cinquième[Quand ?]
- Vous jurez de dire la vérité sur votre classe de sixième[Quand ?]
- Tchik et Tchouk le ballon[Quand ?]
- Tchik et Tchouk les jumelles[Quand ?]
- Tchik et Tchouk l’iceberg[Quand ?]
- Je suis le soleil[Quand ?]
- Je suis la lune[Quand ?]
- Je suis la pluie[Quand ?]
- Je suis le feu[Quand ?]
- Je suis la terre[Quand ?]
- Je suis la neige[Quand ?]
- Roro le pompier (2005)
- La cuisine, c'est cool[Quand ?]
- Vraoum ![Quand ?]
- L'Ombre de Zoé[Quand ?]
- Viens avec moi à la montagne
- Viens avec moi dans la forêt[Quand ?]
- Viens avec moi dans ma maison [Quand ?]
- Viens avec moi en voyage[Quand ?]
- Toute la vérité sur ma classe de sixième et mes meufs de cinquième !, illustrations de Nadja (2015)

À Gallimard
- Vous jurez de dire la vérité toute ma verite rien que la vérité sur votre classe de sixième [Quand ?]
- Mes meufs de cinquième[Quand ?]

### Roman
- La Vie à deux, ou presque, aux éditions de La Martinière, 2014

### Bande dessinée
- Père et Fils, éditions Cambourakis, 2019
- Père et Fils, tome 2, éditions Cambourakis, 2019